# Le Translay
Le Translay é uma comuna francesa na região administrativa de Altos da França, no departamento de Somme. Estende-se por uma área de 5,61 km². Em 2010 a comuna tinha 259 habitantes (densidade: 46,2 hab./km²).